# Enrique García Santo-Tomás
Enrique García Santo-Tomás (Montreal, 1969 - ), poeta, ensayista y crítico literario español.

## Biografía
Se licenció en la Universidad Complutense de Madrid (1992), se doctoró en la Universidad de Brown (1997) y es catedrático de Literatura Española en la Universidad de Míchigan en Ann Arbor. Ha sido profesor en la escuela de verano de Middlebury College y en la Universidad de Queen's en Canadá. Ha escrito La creación del "Fénix": Recepción crítica y formación canónica del teatro de Lope de Vega, premiado en 2001 con el Premio Moratín de Ensayo a la Investigación Teatral; Espacio urbano y creación literaria en el Madrid de Felipe IV, galardonado en 2005 con el Premio de Investigación Villa de Madrid; y Modernidad bajo sospecha: Salas Barbadillo y la cultura material del siglo XVII. Es el editor de El teatro del Siglo de Oro ante los espacios de la crítica: Encuentros y revisiones, Cervantismos americanos, Espacios domésticos en la literatura áurea y Materia crítica: formas de ocio y de consumo en la cultura áurea.  Ha preparado igualmente ediciones críticas de obras de Lope de Vega, Tirso de Molina y Salas Barbadillo. También ha elaborado dos poemarios: Retorno a Ítaca, Al Borde y Las verdades del arce. Suele escribir en las páginas literarias del periódico español ABC y en 2007 obtuvo una beca Guggenheim. En la actualidad trabaja en el libro La musa encinta: alumbramientos ficticios en la España del Barroco.

## Obras

### Libros
- The Refracted Muse: Literature and Optics in Early Modern Spain (U of Chicago P, 2017).
- La musa refractada: literatura y óptica en la España del Barroco. (Iberoamericana, 2014; 2a ed. 2015).[1]
- Modernidad bajo sospecha: Salas Barbadillo y la cultura material del siglo XVII (CSIC, 2008).[2][3][4]
- Espacio urbano y creación literaria en el Madrid de Felipe IV (Pamplona/Vervuert/Iberoamericana, 2004).[5]
- La creación del "Fénix": recepción crítica y formación canónica del teatro de Lope de Vega (Gredos, 2000).

### Ediciones críticas
- Francisco Santos, Día y Noche de Madrid (Cátedra, 2016).
- Tirso de Molina, Amar por arte mayor (U de Navarra, 2015).
- Alonso Jerónimo de Salas Barbadillo, Don Diego de noche (Cátedra, 2013).[6]
- Tirso de Molina, Don Gil de las calzas verdes (Cátedra, 2009; 2010).
- Alonso Jerónimo de Salas Barbadillo, La hija de Celestina (Cátedra, 2008).[7]
- Lope de Vega, Arte nuevo de hacer comedias (Cátedra, 2006; 2009; 2012).
- Lope de Vega, Las bizarrías de Belisa (Cátedra, 2004).

### Poesía
- Las verdades del arce (2001).
- Retorno a Itaca (1998).

### Ediciones dirigidas
- Materia crítica: formas de ocio y de consumo en la cultura áurea (2009)[8][9]
- Hacia la tragedia áurea: lecturas para un nuevo milenio (2008).[10]
- Espacios domésticos en la literatura áurea (2006).
- Cervantismos americanos (2005).
- El teatro del Siglo de Oro ante los espacios de la crítica: encuentros y revisiones (2002).